# 巴巴妥司

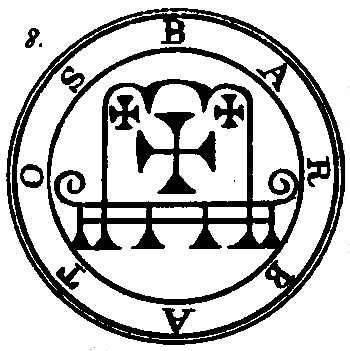
巴巴托斯的印記

巴巴托斯（英語：Barbatos），又譯巴巴托斯、巴爾巴托斯，是所羅門七十二柱魔神中排第8位的魔神，位階公爵並統帥30個軍團。據說在召喚者面前，形象是头戴绿帽，身披灰斗篷的射手，及帶著大量侍從身著獵裝出現。能赋予召唤者過去與未來的知識、通晓动物语言与发现隐藏宝物的地點的能力。但如同祂身者獵裝所示，他與動物之間的關聯性很強，相傳許多書中都有提到祂原本是力天使或是主天使墮天之後變成的惡魔。

## 流行文化
- 在日本动画《机动战士高達 铁血的孤兒》中為三日月·奧古斯驾驶机体的名字，机体编号（ASW-G-08）亦对应其在七十二柱魔神之中的排名，所属方为CGS（后归属铁华团）。機體於第一季中曾出現過六種形態，並於第二季兩度獲改修，成為鋼彈巴巴托斯天狼型和鋼彈巴巴托斯天狼王型（編號仍是ASW-G-08）。
- 日本漫畫《入間同學入魔了》中的弓之惡魔一族。
- 在日本輕小說《機巧少女不會受傷》中為拉賽福自動人偶的名字，魔書雷蒙蓋頓七十二章之一第八公爵亦對應其在七十二柱魔神之中的排名。
- 遊戲《怪物彈珠》光榮的奧林帕斯系列四星降臨角色巴巴托斯
- 遊戲《Fate/Grand Order》時間神殿所羅門篇章的魔神柱攻略戰，由於其掉落的素材在活動期間甚為稀有，經常成為首要狙擊的對象。
- 遊戲《原神》中風神溫迪的神名。
- 遊戲《Obey Me!》中魔界王子的執事。